# 永井聡
永井 聡（ながい あきら、1970年7月31日 - ）は、日本のCMディレクター、映画監督。AOI Pro.チーフクリエイティブオフィサー。

## 人物
1970年、東京都東村山市生まれ。武蔵野美術大学造形学部映像学科を卒業した1994年に葵プロモーション（現・AOI Pro.）に入社し、CMディレクターとなる。2004年にCluB_A所属となる。
AOI Pro.執行役員を経て、2013年4月チーフクリエイティブオフィサー。話題作を数多く手がける。

## CM
- ライブドア 企業 「ギガメーラー」篇 （2004年）
- 日本コカ・コーラ ファンタ 「だったらいいのにな」シリーズ（2005年）
- リクルート TownWork 「仕事発見＆初出勤」篇 （2005年）
- 全日本空輸 企業 「ひまわり」篇 （2006年）
- vodafone（現ソフトバンクモバイル） AQUOSケータイ 「予想外のいい動き」篇 （2006年）
- 富士急ハイランド ええじゃないか 「ちゃぶ台返し」篇 （2006年）
- セコム ホームセキュリティ 「BIG TRAP」篇 （2007年）
- サントリー DAKARA 「温泉＆英会話」篇 （2008年 出演 天海祐希）
- 大塚製薬 ネイチャーメイド 「未来への投資」 （2008年）
- 資生堂 シーブリーズ 「アセの教え」篇 （2008年 出演 堀北真希）
- ダイハツ工業「日本のどこかで」シリーズ（2012年）
- 大塚製薬 カロリーメイト「とどけ、熱量。」（2013年）
- ソフトバンクモバイル 「鏡」篇「鍵」篇「父の発見」篇「紹介」篇「まさか」篇（2014年）
- サントリー GREEN DA・KA・RA 「お仕事」篇（2014年）
- クラシエ FRISK「倉庫」篇 「選挙」篇 （2014年）
- 日清食品 カップヌードル SURVIVE! 「グローバリゼーション」「初めての合コン」 （2014年）
- 大塚食品 MATCH「青春と数学」編（2014年 出演 広瀬アリス 広瀬すず）
- ソフトバンクモバイル 白戸家 「教室で噂」篇「告白」篇（2015年 出演 野村周平 清野菜名）
- 大塚食品 MATCH 「曲がり角」篇「浜辺の告白」篇「曲がり角・図書館」篇（2015年 出演 広瀬アリス 広瀬すず）
- 東京ガス「バーバースガ」シリーズ（2016年 出演 妻夫木聡 広瀬すず）
- 大塚食品 MATCH「席替え」篇 「海辺」篇 （2016年 出演 広瀬すず）
- サントリー GREEN DA・KA・RA 「グリーンダカラちゃん未来へ行く」篇「さよならグリーンダカラちゃん・出発」篇（2016年）
- サントリー 天然水「水の山行ってきた 南アルプス」篇（2016年 出演 宇多田ヒカル）

ほか

## 映画
- いぬのえいが（2005年 「いぬのえいが」製作委員会）
- ジャッジ!（2014年）
- 世界から猫が消えたなら（2016年）
- 帝一の國（2017年）
- 恋は雨上がりのように（2018年）
- キャラクター（2021年）[8]
- 爆弾（2025年公開予定）

## MV
- HARUHI『ひずみ』（2016年）

## 受賞歴
- ACC CMフェスティバル グランプリ
- カンヌ国際広告祭 シルバー

ほか